# Грузинская советская энциклопедия
Грузинская сове́тская энциклопе́дия (груз. ქართული საბჭოთა ენციკლოპედია, ქსე, ГСЭ) — первая универсальная энциклопедия на грузинском языке, вышедшая в 1975—1987 годах.
Выпущена Главной редакцией Грузинской советской энциклопедии на основе постановления ЦК КПГ и СМ ГССР от 24 сентября 1965 года, в 12 томах. Дополнительный том посвящён исключительно Грузинской ССР и был выпущен в 1981 годах на грузинском и на русском языках.
Главный редакторы — Ираклий Абашидзе. Научный редактор — Давид Мусхелишвили (1972—1982)

## Тома
- Грузинская советская энциклопедия :  [груз.] : 12 ტ. / Гл. ред. И. В. Абашидзе. — Тбилиси : Гл. науч. ред. ГСЭ, 1975. — Т. 1.
- Грузинская советская энциклопедия :  [груз.] : 12 ტ. / Гл. ред. И. В. Абашидзе. — Тбилиси : Гл. науч. ред. ГСЭ, 1977. — Т. 2.
- Грузинская советская энциклопедия :  [груз.] : 12 ტ. / Гл. ред. И. В. Абашидзе. — Тбилиси : Гл. науч. ред. ГСЭ, 1978. — Т. 3.
- Грузинская советская энциклопедия :  [груз.] : 12 ტ. / Гл. ред. И. В. Абашидзе. — Тбилиси : Гл. науч. ред. ГСЭ, 1979. — Т. 4.
- Грузинская советская энциклопедия :  [груз.] : 12 ტ. / Гл. ред. И. В. Абашидзе. — Тбилиси : Гл. науч. ред. ГСЭ, 1980. — Т. 5.
- Грузинская советская энциклопедия :  [груз.] : 12 ტ. / Гл. ред. И. В. Абашидзе. — Тбилиси : Гл. науч. ред. ГСЭ, 1983. — Т. 6.
- Грузинская советская энциклопедия :  [груз.] : 12 ტ. / Гл. ред. И. В. Абашидзе. — Тбилиси : Гл. науч. ред. ГСЭ, 1984. — Т. 7.
- Грузинская советская энциклопедия :  [груз.] : 12 ტ. / Гл. ред. И. В. Абашидзе. — Тбилиси : Гл. науч. ред. ГСЭ, 1984. — Т. 8.
- Грузинская советская энциклопедия :  [груз.] : 12 ტ. / Гл. ред. И. В. Абашидзе. — Тбилиси : Гл. науч. ред. ГСЭ, 1985. — Т. 9.
- Грузинская советская энциклопедия :  [груз.] : 12 ტ. / Гл. ред. И. В. Абашидзе. — Тбилиси : Гл. науч. ред. ГСЭ, 1986. — Т. 10.
- Грузинская советская энциклопедия :  [груз.] : 12 ტ. / Гл. ред. И. В. Абашидзе. — Тбилиси : Гл. науч. ред. ГСЭ, 1987. — Т. 11.
- Грузинская советская энциклопедия :  [груз.] : 12 ტ. / Гл. ред. И. В. Абашидзе. — Тбилиси : Гл. науч. ред. ГСЭ. — Т. Грузинская ССР.